# Walter Horstmann
Walter Horstmann (Hildesheim, 1935. augusztus 28. – Groß Escherde (Nordstemmen), 2015. augusztus 21.) német nemzetközi labdarúgó-játékvezető.

## Pályafutása

### Nemzeti játékvezetés
1964-ben lett hazája legfelső szintű labdarúgó-bajnokságának játékvezetője. Az aktív nemzeti játékvezetéstől 1982-ben vonult vissza. Vezetett élvonalbeli mérkőzéseinek száma: 144.

#### Nemzeti kupamérkőzések
Vezetett kupadöntők száma: 1.

##### Német Kupa
A DFB JB elismerve szakmai felkészültségét megbízta a döntő találkozó koordinálásával.
| Időpont          | Helyszín                        | Mérkőzés típusa | Mérkőzés                         | Eredmény | Nézők száma |
| ---------------- | ------------------------------- | --------------- | -------------------------------- | -------- | ----------- |
| 1975. június 21. | Niedersachsen Stadion, Hannover | döntő           | Eintracht Frankfurt–MSV Duisburg | 1 : 0    | 43 000      |

### Nemzetközi játékvezetés
A Német labdarúgó-szövetség (DFB) Játékvezető Bizottsága (JB) 1974-ben terjesztette fel nemzetközi játékvezetőnek, a Nemzetközi Labdarúgó-szövetség (FIFA) bíróinak keretébe. Több nemzetek közötti válogatott és klubmérkőzést vezetett. A német nemzetközi játékvezetők rangsorában, a világbajnokság-Európa-bajnokság sorrendjében többedmagával a 41. helyet foglalja el 1 találkozó szolgálatával. Az aktív nemzetközi játékvezetéstől 1982-ben vonult vissza. Nemzetközi mérkőzéseinek száma: 36.

#### Európa-bajnokság
Az európai-labdarúgó torna döntőjéhez vezető úton Olaszországba a VI., az 1980-as labdarúgó-Európa-bajnokságra az UEFA JB játékvezetőként foglalkoztatta.
| Időpont           | Helyszín                            | Mérkőzés típusa           | Mérkőzés             | Eredmény | Nézők száma |
| ----------------- | ----------------------------------- | ------------------------- | -------------------- | -------- | ----------- |
| 1979. október 23. | Frontière Stadion, Esch-sur-Alzette | előselejtező (5. csoport) | Luxemburg–Svédország | 1 : 1    | 2 123       |

## Magyar vonatkozás
Az UEFA JB a Vásárvárosok kupája (VVK) selejtező körben Magyarországra küldte játékvezetői feladattal.
| Időpont              | Helyszín             | Mérkőzés típusa | Mérkőzés              | Eredmény |
| -------------------- | -------------------- | --------------- | --------------------- | -------- |
| 1970. szeptember 29. | Népstadion, Budapest | előselejtező    | Ferencváros–Liverpool | 1 : 1    |

## Sportvezetőként
1991-től 2005-ig fontos szerepet, területi elnöki pozíciót töltött be a német labdarúgásban.

## Sikerei, díjai
1982-ben a DFB JB szakmai munkájának elismeréseként az Év Játékvezetője kitüntető címmel díjazta.